# Hans Mantz
Hans Mantz, eigentlich Johann Nepomuk Mantz, (* 29. Juni 1872 in Ehingen (Donau); † 24. März 1938 in Ravensburg) war ein deutscher Beamter und Politiker (Zentrum). Er war von 1922 bis 1932 Oberbürgermeister von Ravensburg.

## Leben
Hans Mantz, Sohn des Gerbermeisters und Landwirts Paul Aloys Mantz aus Ehingen, studierte Rechts- und Staatswissenschaften an der Eberhard Karls Universität Tübingen und der Humboldt-Universität zu Berlin. Er war Mitglied der katholischen Studentenverbindung AV Guestfalia Tübingen im CV. 1898 legt er die Höhere Dienstprüfung ab und trat in den Staatsdienst ein. 1919 wurde er Regierungsrat, 1920 Oberregierungsrat. Er war in der Stuttgarter Verwaltung mit der Agrarpolitik und Nahrungsmittelerzeugung beschäftigt; in den Jahren 1916 bis 1922 insbesondere für die Versorgung der Bevölkerung mit Grundnahrungsmitteln zuständig. Der damalige Arbeits- und Ernährungsminister Wilhelm Keil bezeichnete ihn als „hervorragend tüchtigen Verwaltungsbeamten“.
Hans Mantz, Zentrums-Kandidat, wurde im Februar 1922 zum Nachfolger des verstorbenen Andreas Reichle als Oberbürgermeister von Ravensburg gewählt. Er engagierte sich vor allem im Ausbau der Infrastruktur in Ravensburg, dem Straßenbau, der Umstellung der Straßenbeleuchtung von Gas auf Strom, der Abwasserkanalisation, der Verbesserung der Trinkwasserversorgung und der Erweiterung des Schlachthofes. In seiner Amtszeit wurden 727 Neubauwohnungen errichtet.
Er war der erste Kommunalpolitiker Württembergs, der sich für die Denkmalpflege engagierte und für die Renovierung und Modernisierung des historischen Waaghauses und gotischen Rathauses überregionale Anerkennung erhielt.
Nach einer durch die NSDAP gesteuerten Diffamierungskampagne unterlag er am 14. Februar 1932 mit knappem Wahlergebnis (46,4 % zu 48,2 % der abgegebenen Stimmen) dem Ingenieur Rudolf Walzer, einem Vertreter des Ravensburger Bürgervereins. Der Völkische Beobachter kommentierte den Wahlausgang: „SA und SS haben in gemeinsamer Front mit unserem Parteigenossen in offener Schlacht Zentrum und Marxisten siegreich geschlagen. Statt eines Bonzen steht jetzt ein Frontsoldat, der im Weltkrieg seine Knochen opferte, am Steuer der Stadt.“ Am 3. Mai 1932 übergab er die Amtsgeschäfte. In der geschichtlichen Aufbereitung der NS-Zeit in Ravensburg wurde Mantz als „erstes Opfer des Nationalsozialismus in Oberschwaben“ tituliert.
Mantz heiratete am 28. Mai 1900 Hildegard Felder (1877–1938), die Tochter des Ehinger Brauereibesitzers und Adlerwirts August Felder. Die gemeinsame Tochter Paula (1901–1951) war verheiratet mit dem Architekten Ludwig Hepperle; aus dieser Ehe stammte der oberschwäbische Humorist Manfred Hepperle.
Er ist Namensgeber der Hans-Mantz-Straße in Ravensburg.